# Добржинский, Дионисий Антонович
Дионисий Антонович Добржинский — российский военный деятель, генерал-майор в отставке, участник Русско-турецкой (1877—1878) и Русско-японской (1904—1905) войн. Кавалер ряда орденов.

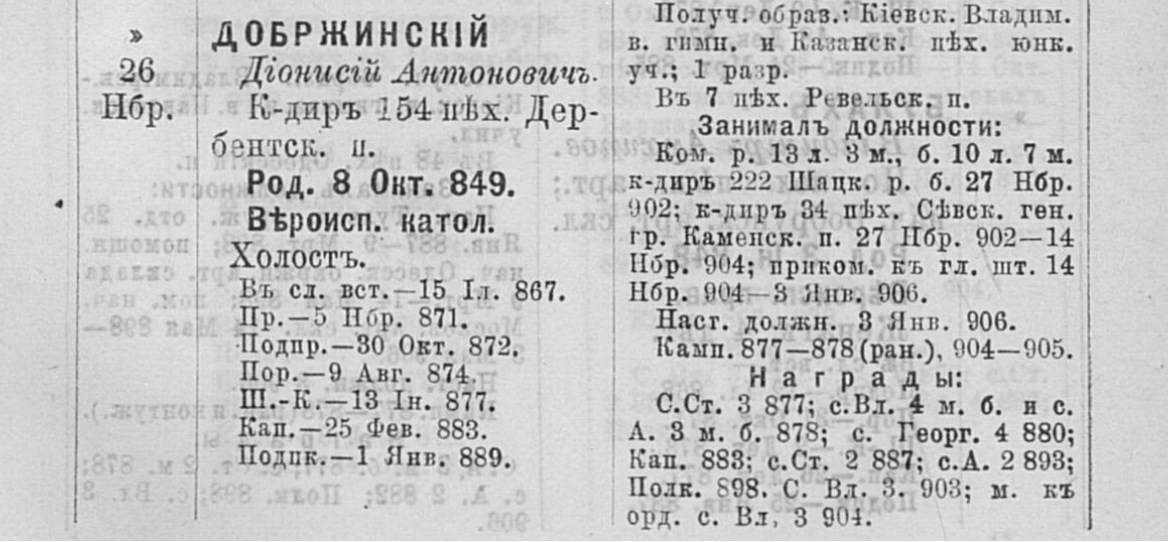
Выписка из Списка полковников 1907 г.

## Биография
Родился 8 октября 1849 года в селе Качин, приход Буцинь на Волыни в католической семье. Сын Антония и Теофилы Слатковских. Родной брат Ксаверий дослужился до чина генерал-лейтенанта, принимал участие в Русско-японской войне.
Окончил Владимискую Киевскую военную гимназию, затем в 1871 году Казанское пехотное юнкерское училище по 1-му разряду и направлен в 7-й пехотный Ревельский полк.
По состоянию на 1898 год, пребывая с 1889 года на должности командира 4-го батальона 8 эстляндского (восточного) полка 19-го Армейского корпуса Виленского военного округа Российской империи со штаб-квартирой в Брест-Литовске в чине подполковника уже был удостоен следующих титулов и наград: кавалер орденов Святых
Георгия 4-й степени, Владимира 4-й степени с мечами и бантом (за боевой подвиг), Анны 2-й степени (за гражданскую службу) и 3-й степени с мечами и бантом (за военную службу), Станислава 2-й и 3-й степеней римско-католического исповедания
С 1871 года служил в 7-м пехотном Ревельском полку. Участвовал в Русско-турецкой войне 1877—1878 годов, где был ранен. За участие в войне был награждён рядом орденов, включая Орден Святого Георгия IV степени. До 8 января 1900 года служил в 8-м пехотном Эстляндском полку. С 8 января 1900 года по 27 ноября 1902 года — командир 222-го Шацкого резервного батальона. На этом посту его сменил С. Д. Михно. Следующей должностью Д. А. Добржинского стала командир Севского 34-го пехотного графа Каменского полка, которую он занимал с 27 ноября 1902 года по 14 ноября 1904 года. С 14 ноября 1904 по 3 января 1906 года был прикомандирован к Главному штабу Русской императорской армии. Участвовал в Русско-японской войне 1904—1905 годов. С 3 января 1906 года — командир 154-го пехотного Дербентского полка.
22 ноября 1907 года Д. А. Добржинский был уволен в отставку с мундиром и пенсией и с производством в генерал-майоры.

## Чины
- вступил в службу (15.07.1867)
- прапорщик (05.11.1871)
- подпоручик (30.10.1872)
- поручик (09.08.1874)
- штабс-капитан (13.06.1877)
- капитан за отличие по службе (25.02.1883)
- подполковник (01.01.1889)
- полковник за отличие по службе (26.11.1898)
- генерал-майор (22.11.1907)

## Награды
- Орден Святого Станислава III степени (1877)
- Орден Святого Владимира IV степени с мечами и бантом (1878)
- Орден Святой Анны III степени с мечами и бантом (1878)
- Орден Святого Георгия IV степени (1880)
- Орден Святого Станислава II степени (1887)
- Орден Святой Анны II степени (21.05.1893)
- Орден Святого Владимира III степени (01.05.1903)
- Мечи к ордену Святого Владимира III степени — «за отличие в делах против японцев» (06.12.1904)

## Семья
Брат — Добржинский, Ксаверий Антонович (1847 — после 1908) — генерал-лейтенант (1904), начальник 35-й пехотной дивизии с апреля 1904 г.